# Oliver N'goma
Oliver N'goma, född den 23 mars 1959 i Mayumba, död den 7 juni 2010 i Libreville, var en gabonesisk sångare och musiker inom genren afro-zouk, mest känd för hitten "Bane" från 1990.
N'goma kom från en musikalisk familj, och hans far var en välrenommerad munspelare. Familjen flyttade till huvudstaden Libreville 1971, och N'goma studerade bokföring på tekniska lyceet i staden, men ägnade sig hellre åt musik och film, och spelade bland annat i skolbandet Capo Sound.
Han reste 1988 till Paris för att läras upp till kameraman för Gabon TV, men träffade under vintern där producenten Manu Lima, som lyssnade på några låtar N'goma hade och bestämde sig för att ge ut en skiva, Bane. Tack vare mycket speltid på Radio Africa No. 1 och Gilles Obringer på RFI blev låten "Bane" en stor hit i hela Afrika, i Frankrike och i franska Västindien. I december 1995 kom N'gomas andra album, Adia, och fem år senare det tredje, Seva. 2003 gavs samlingen Best of ut, och 2006 kom Saga..
N'goma dog den 7 september 2010 av njursvikt som han hade kämpat mot i två år.